# Quận Kiowa, Colorado
Quận Kiowa là một quận thuộc tiểu bang Colorado, Hoa Kỳ.
Quận này được đặt tên theo người da đỏ Kiowa. Theo điều tra dân số của Cục điều tra dân số Hoa Kỳ năm 2010, quận có dân số 1398 người. Quận lỵ đóng ở Eads.

## Địa lý
Theo Cục điều tra dân số Hoa Kỳ, quận có diện tích 4626 km2, trong đó có 47 km2 là diện tích mặt nước.